# Natriumwolframaat
Natriumwolframaat (Na2WO4) is een natriumzout van wolfraam, dat meestal als dihydraat voorkomt (Na2WO4 · 2 H2O). De stof komt voor als witte, reukloze trigonale kristallen, die goed oplosbaar zijn in water. Dit zout is een grote bron van wolfraam. Het wordt in de organische chemie gebruikt als katalysator.

## Synthese
Natriumwolframaat wordt gesynthetiseerd uit een condensatiereactie van wolfraam(VI)oxide en natriumhydroxide:
{\displaystyle {\ce {WO3 + 2NaOH -> Na2WO4 + H2O}}}